# Chef confeiteiro
Um chef confeiteiro, chef pasteleiro ou pâtissier (pronunciada(o) [pɑ.ti.sje]; cujo feminino francês é pâtissière [pɑ.ti.sjɛʁ]) é um cozinheiro de linha de uma cozinha profissional, hábil na confecção de bolos, sobremesas, pães e outros assados. Eles são empregados em grandes hotéis, bistrôs, restaurantes, padarias e alguns cafés.

## Deveres e funções

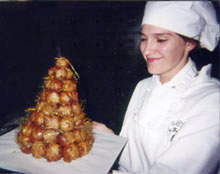
Um chef pasteleiro profissional apresenta um croquembouche francês

O chef pasteleiro faz parte da clássica brigade de cuisine em uma cozinha profissional e é o chef de linha do departamento de confeitaria.
As operações do dia-a-dia também podem exigir que o chef confeiteiro pesquise conceitos de receita e desenvolva e teste novas. Normalmente, o chef pasteleiro faz toda a preparação necessária das várias sobremesas com antecedência, antes de começar o jantar. O revestimento das sobremesas é geralmente feito por outro chef de linha, geralmente o garde manger, no momento do pedido. O chef pasteleiro costuma ser o responsável pelo cardápio de sobremesas, que, além das sobremesas tradicionais, pode incluir vinhos de sobremesa, bebidas de sobremesa especiais e pratos de queijo gourmet.
Espera-se também que os chefes de confeitagem entendam completamente seus ingredientes e as reações químicas que ocorrem ao fazer bolos finos. O tempo e as temperaturas precisos são extremamente importantes. Geralmente é preferível pesar os ingredientes (ou seja, com uma balança de cozinha) em vez de medir por volume (por exemplo, com um copo medidor), pois a pesagem inerentemente oferece resultados de cozimento muito mais consistentes.